# 大久保村 (京都府)
大久保村（おおくぼむら）は、京都府久世郡にあった村。現在の宇治市大久保町・広野町にあたる。

## 歴史
- 1889年（明治22年）4月1日 - 町村制の施行により、大久保村・広野村の区域をもって発足。
- 1951年（昭和26年）3月1日 - 久世郡宇治町・槇島村・小倉村・宇治郡東宇治町と合併して宇治市が発足。同日大久保村廃止。

## 交通

### 鉄道路線
- 日本国有鉄道
  - 奈良線
    - 新田駅
- 奈良電気鉄道
  - 本線（現・近鉄京都線）
    - 大久保駅

### 道路
- 一級国道24号
- 指定府道宇治淀線